# Zaomma acaciae
Zaomma acaciae är en stekelart som först beskrevs av Jean Risbec 1959.  Zaomma acaciae ingår i släktet Zaomma och familjen sköldlussteklar. Inga underarter finns listade i Catalogue of Life.